# Giora Epstein
Giora „Hawkeye“ Epstein (hebrejsky גיורא אפשטיין‎; 20. května 1938, dnes Giora Even (hebrejsky גיורא אבן‎) – 19. července 2025), byl izraelský voják, plukovník Izraelského vojenského letectva (IAF). Epsteinovi je přiznáváno sestřelení 17 egyptských letadel. S tímto počtem potvrzených sestřelů se drží na světové špičce proudových stíhacích pilotů a je považován za „eso es“. Aktivním pilotem izraelského letectva byl v letech 1963 až 1998, kdy ve věku 59 let odešel do výslužby. Posléze působil jako kapitán v aeroliniích El Al.

## Začátky kariéry
Do Izraelských obranných sil (IOS) narukoval v roce 1956 během Suezské krize. Jeho žádost o vstup na leteckou školu byla kvůli stavu jeho srdce odmítnuta a tak svou vojenskou kariéru začal jako parašutista. Během služby v parašutistické skupině si změnil příjmení na Even (hebrejsky kámen). IOS opustil v roce 1959 a o dva roky později znovu požádal o přijetí na leteckou školu.
Poté, co získal lékařské osvědčení, začal s leteckou přípravou. Brzy si díky svému mimořádně bystrému zraku vysloužil přezdívku „Hawkey“ (anglicky jestřáb). Epstein byl údajně schopný zahlédnout letoun na vzdálenost 38,5 kilometru, což je téměř třikrát větší vzdálenost než dokáže běžný pilot.

## Vítězství (1967–1973)

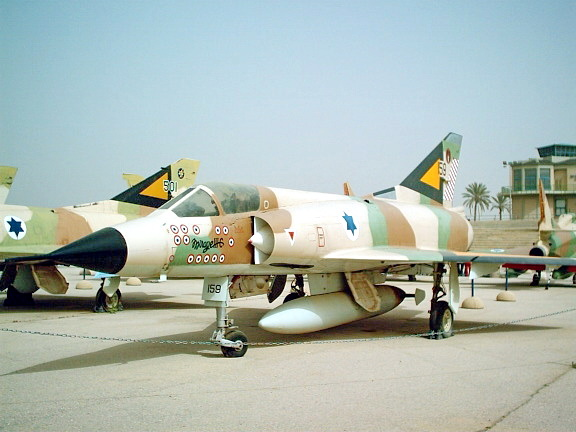
Izraelská AMD Mirage IIICJ č. 158, jeden ze strojů na nichž Epstein dosáhl svých vzdušných vítězství

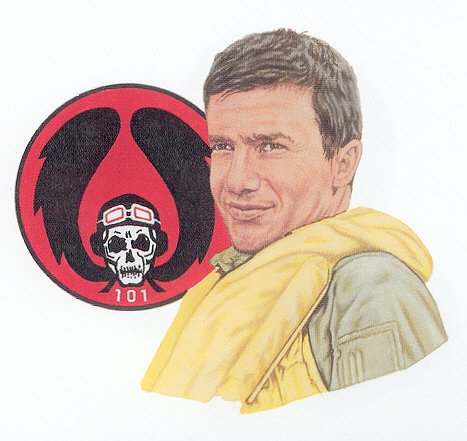
Giora Epstein, v pozadí emblém 101. peruti (portrétní kresba Jaye Ashursta)

První sestřel si připsal 6. června 1967 (během šestidenní války), když sestřelil nad El Aríšem egyptský letoun Suchoj Su-7. Během opotřebovací války v letech 1969–1970 Epstein sestřelil MiG-17, další Suchoj Su-7 a dva MiGy 21. Zbytek sestřelů si připsal během jomkipurské války v roce 1973. Během tří dnů (18.–20. října 1973) sestřelil vrtulník Mil Mi-8 a osm stíhacích letounů (dva Suchoje Su-7, dva Suchoje Su-20 a čtyři MiGy 21). 24. října 1973 pak sestřelil další tři MiGy 21 západně od Velkého Hořkého jezera.
Osm z těchto sestřelů Epstein získal ve francouzském stíhacím letounu Mirage III. Dalších devět pak v letounu IAI Nešer, který je izraelskou verzí francouzské Mirage V.

## Pozdější kariéra
Po Jomkipurské válce Epstein získal jedno z nejvyšších izraelských vojenských vyznamenání, Medaili Za zásluhy. Velel eskadře letounů Mirage a Kfir a až do svých šedesátých narozenin velel pohotovostním misím letounů F-16. Po odchodu z letectva se stal kapitánem aerolinií El Al.
V pořadu Letecké souboje na stanici The History Channel se stal jednou z hlavních osobností zmíněných jako „pouštní esa.“
12. září 2018 byl na ceremonii povýšen do hodnosti brigádního generála (Tat Aluf).